# .kp
.kp — национальный домен верхнего уровня, созданный 24 сентября 2007 года для Корейской Народно-Демократической Республики.
После первоначальных доменов второго уровня com.kp и edu.kp были зарегистрированы следующие: net.kp, gov.kp, org.kp, rep.kp, tra.kp и co.kp.
В 2010 году неожиданно все домены КНДР оказались недоступны, и северокорейские сайты были доступны только по IP-адресам. Причины до сих пор неизвестны. Серверы доменных имен находятся в собственности оператора Star JV. Это телекоммуникационная компания, созданная при участии правительства КНДР и таиландской компании Loxley Pasific.
Северокорейские сайты главным образом зарегистрированы под доменом .com. Регистратором сайтов в домене .kp является Сетевой информационный центр КНДР.

## Список доменов
На 2018 год в глобальном Интернете насчитывается около 30 сайтов, зарегистрированных в домене .kp. Основными доменами являются:
- airkoryo.com.kp — сайт Государственной авиакомпании КНДР Air Koryo.
- cooks.org.kp — сайт, посвящённой национальной кухне КНДР.
- dprkportal.kp — интернет-портал для просмотра сайтов КНДР.
- fia.law.kp — сайт Агентства финансовой разведки КНДР
- friend.com.kp
- gnu.rep.kp — сайт радиостанции «Радио Пхеньян». Не работает с 2024 года.

- kass.org.kp — сайт Корейской ассоциации работников общественных наук.
- kcna.kp — сайт Центрального телеграфного агентства Кореи.
- kftrade.com.kp — сайт Внешней торговли КНДР.
- kiyctc.com.kp — сайт Корейской международной туристической компании для молодежи и детей.
- kptc.kp
- ksf.com.kp
- korean-books.com.kp[5] — сайт Издательства литературы КНДР на иностранных языках.
- koredufund.org.kp — сайт Корейского образовательного фонда.
- korelcfund.org.kp — сайт Корейской федерации по уходу за престарелыми.
- korfilm.com.kp — сайт Корейской корпорации по экспорту и импорту фильмов.
- kut.edu.kp[6] — сайт Политехнического университета имени Ким Чхэка.
- lrit-dc.star.net.kp
- ma.gov.kp — сайт Морской администрации КНДР[англ.].
- manmulsang.com.kp[7] — сайт Центр бизнес-информационных технологий Manmulsang-Yonphung.
- masikryong.com.kp — сайт Морской администрации КНДР[англ.].
- mediaryugyong.com.kp — сайт, повествующий о деятельности Генерального секретаря ЦК ТПК Ким Чен Ына.
- mfa.gov.kp — сайт Министерства иностранных дел КНДР.
- minzu.rep.kp — сайт газеты «Минджу Чосон[англ.]» (Демократическая Корея).
- moph.gov.kp — сайт Министерства здравоохранения КНДР.
- naenara.com.kp — сайт «Узла информации о политике, экономике, культуре, обо всём, о КНДР».
- nta.gov.kp
- portal.net.kp
- pyongyangtimes.com.kp — сайт газеты «Пхёнъян синмун» (Пхеньянские новости).
- rcc.net.kp
- rep.kp
- rodong.rep.kp — сайт газеты «Нодон Синмун» (печатный орган Трудовой партии Кореи).
- ryongnamsan.edu.kp — сайт Университета имени Ким Ир Сена.
- sdprk.org.kp — сайт Министерства физической культуры и спорта КНДР.
- silibank.net.kp
- star-co.net.kp
- star-di.net.kp
- star.co.kp
- star.edu.kp
- star.net.kp
- tourismdprk.gov.kp — сайт по организации туризма в КНДР.
- vok.rep.kp — сайт радио «Голос Кореи».
- youth.rep.kp — сайт Социалистического союза патриотической молодёжи.

Имеется ряд сайтов в зоне .kp, доступ к которым осуществляется через сеть Кванмён.